# Дюмаев, Кирилл Михайлович
Кири́лл Миха́йлович Дюмаев (13 мая 1931, Москва — 21 ноября 2018) — советский и российский химик, член-корреспондент АН СССР (1987), член-корреспондент РАН (1991), действительный член РИА.

## Биография
Родился 13 мая 1931 года в Москве.
В 1954 году окончил Московский институт тонкой химической технологии, а в 1957 году — аспирантуру там же.
С 1958 по 1967 годы работал в Институте химической физики АН СССР.
С 1967 года — директор НИИ органических полупродуктов и красителей.
С 1980 года — заместитель председателя Государственного комитета по науке и технике СССР.
С 16 февраля 1992 по 17 декабря 1993 года — заместитель министра науки, высшей школы и технической политики Российской Федерации (Министерство науки, высшей школы и технической политики Российской Федерации).
Скончался 21 ноября 2018 года. Похоронен на Черневском кладбище в Москве (участок 4б).

## Научная деятельность
Основные работы — в области органического синтеза и специального материаловедения.
В 1970-х годах вел работы по развитию нового направления исследований: создание фото-, термо-, электро-, радио- и других энергохромных материалов, применяемых в микроэлектронике, вычислительной технике и лазерных приборах, а также по исследованию зависимости их свойств (в частности, скорость и механизм физико-химических превращений) от тонкого строения их молекул.
Открыл классы органических соединений с высоким быстродействием, большой чувствительностью и разрешением на молекулярном уровне.
Под его руководством создан отечественный ассортимент резисторов для оптической литографии, полупроводниковых приборов и интегральных схем, а также для получения микроструктур, на основе которых строятся приборы функциональной электроники.
Под его руководством была разработана и внедрена большая группа лекарственных, красящих, поверхностно-активных и вспомогательных веществ для различных областей применения.
Имел более 1500 цитирований своих работ. Индекс Хирша — 16

## Награды
- Государственная премия СССР (1982) — за работу в области химической технологии[2]
- Премия Правительства Российской Федерации (в составе группы, за 2002 год) — за создание и внедрение в медицинскую практику антиоксидантных препаратов для лечения и профилактики цереброваскулярных заболеваний[2]